# Kékem
Kékem è un centro abitato del Camerun, situato nella Regione dell'Ovest. 